# Eriospermum papilliferum
Eriospermum papilliferum là một loài thực vật có hoa trong họ Măng tây. Loài này được A.V.Duthie mô tả khoa học đầu tiên năm 1940.